# Vonones malkini
Vonones malkini is een hooiwagen uit de familie Cosmetidae.